# Réaction de Simmons-Smith
La réaction de Simmons-Smith est une méthode de préparation stéréospécifique de composés de type cyclopropane. Cette réaction met en jeu un alcène, du diiodométhane, ainsi que du zinc métallique. Elle a été décrite pour la première fois par Simmons et Smith en 1958.

## Mécanisme
La cyclopropanation de Simmons-Smith est une réaction concertée dont l'état de transition le plus probable est de type papillon.
Une variante souvent utilisée est la réaction de Simmons-Smith modifiée par Furukawa partant de diéthylzinc commercialement disponible.
EtZnCH2I et non pas Et2ZnCH2I  après réaction du diéthylzinc avec le diiodométhane.